# Julien Heernaert
Julien Heernaert, né le 24 juillet 1916 à Ledeghem et mort le 20 décembre 2012 à Rekkem, section de la ville de Menin, est un coureur cycliste belge, professionnel de 1936 à 1941, puis de 1945 à 1950.

## Palmarès
- 1934
  - 3e du Circuit franco-belge
- 1935
  - Tourcoing-Dunkerque-Tourcoing
- 1936
  - Paris-Lille
  - 1re étape du Tour de Belgique indépendants
  - Champion des Flandres
- 1937
  - 3e de Liège-Bastogne-Liège
  - 3e de Tourcoing-Dunkerque-Tourcoing
- 1939
  - 4e étape du Tour du Nord
- 1946
  - 2e du Circuit des régions frontalières
- 1947
  - 2e de Roulers-Alost-Roulers
- 1949
  - Roubaix-Huy